# منطقة توب
توب هي منطقة رايون (مقاطعة) في منطقة إيسيك كول في شمال شرق قيرغيزستان. تقع عاصمتها في تياب. تبلغ مساحتها 2,121 كيلومتر مربع (819 ميل مربع)، وكان عدد سكانها المقيمين 58,786 في عام 2009. وتحدها مقاطعة إيسيك كول من الغرب، ومقاطعة أك-سو من الشرق والجنوب الشرقي، وكازاخستان من الشمال، وإيسيك كول من الجنوب.

## الأماكن المأهولة بالسكان
إجمالاً، تضم مقاطعة توب 37 منطقة مأهولة في 13 مجتمعاً ريفياً. ويمكن أن يشمل كل مجتمع ريفي قرية واحدة أو عدة قرى. والمجتمعات الريفية والمستوطنات في مقاطعة توب هي: 
1. أك بولاك أيل أوكموتو (1: مركز - قرية: أك بولاك)
2. أرال أيل أوكموتو (5: مركز - قرية: مينغ بولاك؛ وكذلك قرى آرال، دولون، كوش-ديبي وساري- دوبو)
3. إيسك كيل أيل أوكموتو (2 مركز- قرية: إيسيك-كيل وكذلك قرية: ينتيماك)
4. كوتورغو أيل أوكموتو (4: مركز - قرية: كوتورغو، وكذلك قرى كيتشي-أوروكتو، أوي بولاك وأوي-تال)
5. ميخايلوفكا أييل أوكموتو (1: مركز - قرية: ميخايلوفكا)
6. توغوز بولاك أيل أوكموتو (2: مركز - قرية: توغوز بولاك؛ وكذلك قرية ساري بولون)
7. سان تاش أيل أوكموتو (5: مركز - قرية: بايزاك؛ وكذلك قرى كاركيرا، كنج سو، سان تاش وساري تولوكوي)
8. ساري-بولاك أييل أوكموتو (2: مركز - قرية: بالباي; وأيضا قرية كورمونتو)\
9. أك-بولون اييل أوكموتو (3: مركز - قرية: أك بولون؛ وكذلك قرى بيلوفودسكوي وفرونزنسكوي)
10. تالدي - سو أيل أوكموتو (4: مركز - قرية: تالدي-سو؛ وكذلك قرى إيشكي-سو وكيوتشو وكورومدو)
11. كاراساييف أيل أوكموتو (3: مركز - قرية: تاسما؛ وكذلك قرى توكتويان وتشونغ- توغوز-باي)
12. توب أيل أوكموتو (3: مركز - قرية: توب؛ وكذلك قرى بيرليك وشاتي)
13. تشونغ تاش أيل أوكموتو (2: مركز - قرية: تشونغ تاش؛ وكذلك قرية جيلو-بولاك)